# Gotrek und Felix
Gotrek und Felix ist eine Fantasyromanreihe, die im Universum von Warhammer Fantasy spielt. Die Reihe wurde 1999 ursprünglich von William King begonnen, später aber von anderen Autoren weitergeführt.
Die beiden Charaktere tauchen auch als Tabletop-Figuren auf und können unter anderem in der Zwergenarmee gespielt werden.

## Handlung
Der Gotrek & Felix-Romanzyklus handelt von den Abenteuern des Zwerges Gotrek Gurnisson und seines menschlichen Gefährten Felix Jaegar. Als Slayer ist Gotrek auf der Suche nach einem glorreichen Tod im Kampf, um für seine Sünden zu büßen. Nach einem langen Trinkgelage schwor der damals noch junge Student Felix Jaegar den Slayer zu begleiten und dessen vermeintlichen Untergang aufzuzeichnen. Zusammen haben die beiden fast alle Bereiche der Alten Welt bereist, verschiedenste Abenteuer erlebt und viele Gefahren überwunden.

## Romane
Die ersten sieben Romane wurden von William King geschrieben:
- Schicksalsgefährten, 2001, ISBN 3-492-29131-7, Trollslayer, 1999
- Der Graue Prophet, 2001, ISBN 3-492-29132-5, Skavenslayer, 1999
- Die Chaos-Wüste, 2002, ISBN 3-492-29133-3, Daemonslayer, 1999
- Der Hort des Drachen, 2002, ISBN 3-492-29134-1, Dragonslayer, 2000
- Dämonenkrieger, 2003, ISBN 3-492-29135-X, Beastslayer, 2001
- Vampirkrieger, 2003, ISBN 3-492-29136-8, Vampireslayer, 2001
- Gigantenkrieger, 2004, ISBN 3-492-29137-6, Giantslayer, 2003

Die Reihe wurde zunächst von Nathan Long weitergeführt:
- Die Zwergenfestung, 2008, ISBN 978-3492291651, Orcslayer, 2006
- Angriff der Chaoshorden, 2009, ISBN 978-3492291903, Manslayer, 2007
- Elfenslayer, 2010, ISBN 978-3492291958, Elfslayer, 2008
- Schamanenslayer, 2011, ISBN 978-3492292009, Shamanslayer, 2009
- Zombieslayer, 2012, ISBN 978-3492268462, Zombieslayer, 2010

Im Original wurde die Reihe durch die Black Library zuerst veröffentlicht, einer Sparte von Games Workshop. Die deutschen Versionen von King und Long sind zunächst beim Heyne Verlag, später beim Piper Verlag erschienen. Ins Deutsche übersetzt wurden die meisten Werke von Christian Jentzsch.